# Conothele arboricola
Espèce
Conothele arboricola est une espèce d'araignées mygalomorphes de la famille des Halonoproctidae.

## Distribution
Cette espèce se rencontre en Papouasie-Nouvelle-Guinée en Nouvelle-Bretagne et en Australie au Queensland.

## Description
La femelle holotype mesure 13 mm.

## Publication originale
- Pocock, 1898 : « Scorpions, Pedipalpi and spiders collected by Dr Willey in New Britain, the Solomon Islands, Loyalty Islands, etc. » Zoological results based on material from New Britain, New Guinea, Loyalty Islands and elsewhere, collected during the years 1895, 1896 and 1897, London, vol. 1 p. 95-120 (texte intégral).